# Club Guanajuato
El Club Guanajuato fue un equipo que participó en la Liga Mexicana de Béisbol con sede en Guanajuato, Guanajuato, México.

## Historia
El Guanajuato fue uno de los equipos fundadores del circuito, participó durante dos temporadas en la Liga Mexicana de Béisbol. El equipo fue fundado en 1909 por el "Capi" José García Gutiérrez. Durante 1925 logró ganar el campeonato de Primera Fuerza del Distrito Federal y la Liga de la Asociación Mexicana de Aficionados de Béisbol por lo que se les denominó campeones de la República. A raíz de esto el equipo fue invitado a formar parte de la Liga Mexicana de Béisbol. Era dirigido por Jesús García. En su primera temporada terminaron con marca de 5 ganados y 9 perdidos. Para la segunda y última temporada de su historia en la primera vuelta terminó con 5 juegos ganados y 9 juegos perdidos, cuando apenas llevaba 3 juegos de la segunda vuelta el equipo abandonó la liga después de perder los únicos partidos que jugó en la segunda mitad.